# Joseph Cotten
Joseph Cheshire Cotten Jr. (ur. 15 maja 1905 w Petersburgu, zm. 6 lutego 1994 w Los Angeles) – amerykański aktor filmowy, teatralny i telewizyjny. Za rolę Ebena Adamsa w filmie Portret Jennie (1949) został uhonorowany Pucharem Volpiego dla najlepszego aktora na 10. MFF w Wenecji.

## Wybrana filmografia

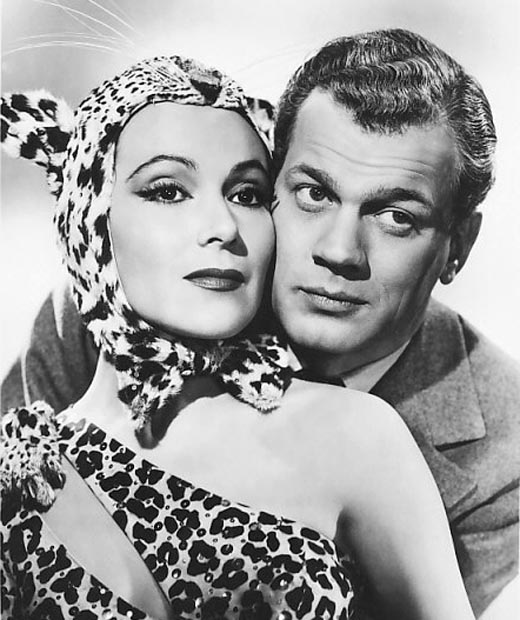
Dolores del Río i Cotten w filmie Podróż do krainy strachu (1943)

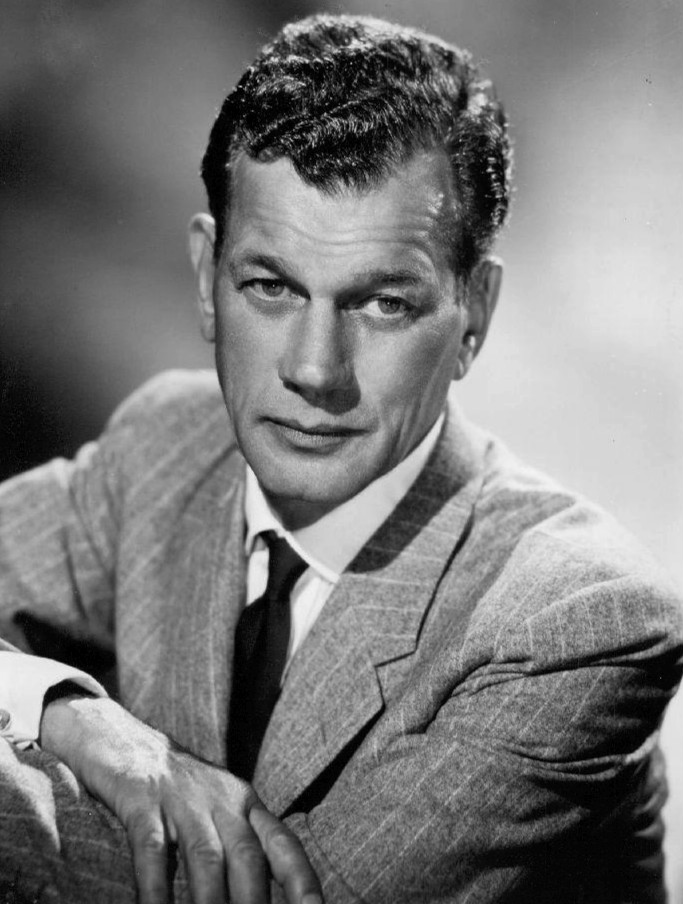
Joseph Cotten (1957)

### filmy fabularne
- 1938: Too Much Johnson jako Augustus Billings
- 1941: Obywatel Kane jako Jedediah Leland
- 1942: Wspaniałość Ambersonów jako Eugene Morgan
- 1943: Cień wątpliwości jako wujek Charlie Oakley
- 1943: Podróż do krainy strachu jako Howard Graham
- 1944: Gasnący płomień jako Brian Cameron
- 1944: Od kiedy cię nie ma jako porucznik Tony Willett
- 1946: Pojedynek w słońcu jako Jesse McCanles
- 1947: Córka farmera jako Glenn Morley
- 1948: Portret Jennie jako Eben Adams
- 1949: Trzeci człowiek jako Holly Martins
- 1949: Pod znakiem Koziorożca jako Sam Flusky
- 1949: Za lasem jako doktor Lewis Moline
- 1952: Otello jako wenecki senator
- 1953: Niagara jako George Loomis
- 1964: Nie płacz, Charlotto jako Drew Bayliss
- 1965: Wielka masakra Siuksów (The Great Sioux Massacre) jako major Reno
- 1969: Szerokość geograficzna zero jako kapitan Craig McKenzie i kmdr. Glenn McKenzie
- 1970: Tora! Tora! Tora! jako Henry Stimson
- 1971: Odrażający dr Phibes jako dr Vesalius
- 1973 : Zielona pożywka jako William R. Simonson
- 1977: Port lotniczy ’77 jako Nicholas St. Downs III
- 1978: Karawany jako ambasador Crandall
- 1980: Wrota niebios jako Reverend Doctor
- 1981: The Survivor jako ksiądz

### seriale TV
- 1951: Schlitz Playhouse of Stars
- 1955: Alfred Hitchcock przedstawia jako William Callew
- 1956: Zane Grey Theater
- 1958: Alfred Hitchcock przedstawia jako Tony Gould
- 1962: Doktor Kildare jako Charles Ladovan
- 1968: Ironside jako dr Benjamin Stern
- 1972: Ulice San Francisco jako John R. James
- 1977: Statek miłości jako pułkownik van Ryker
- 1979: Tales of the Unexpected jako Edward